# Basananthe papillosa
Basananthe papillosa je biljka iz porodice Passifloraceae, roda Basananthe. Sinonim za ovu biljku je Tryphostemma papillosum A.Fern. & R.Fern.
Raste u Angoli.

## Vanjske poveznice
- Basananthe na Germplasm Resources Information Network (GRIN)  Arhivirana inačica izvorne stranice od 5. svibnja 2009. (Wayback Machine), SAD-ov odjel za poljodjelstvo, služba za poljodjelska istraživanja.